# Cnemaspis podihuna
Cnemaspis podihuna este o specie de șopârle din genul Cnemaspis, familia Gekkonidae, descrisă de Deraniyagala 1944. A fost clasificată de IUCN ca specie cu risc scăzut. Conform Catalogue of Life specia Cnemaspis podihuna nu are subspecii cunoscute.